# Bruno Bozzetto
Bruno Bozzetto, född 3 mars 1938 i Milano, är en italiensk filmanimatör. Hans största kommersiella framgång är figuren Signor Rossi, som skildrades i ett flertal kort- och långfilmer på 1960- och 70-talen. 1976 års långfilm Det våras med musik (Allegro non troppo) innebar ett större erkännande från filmkritiker.

## Biografi

### Bakgrund
Bozzettos första animerade film var kortfilmen Tapum! La storia delle armi (1958). Filmen var löst inspirerad av Disneys Oscarsbelönade kortfilm Tut, Pip, Plong och Bom från 1953. 1960 etablerade Bozzetto sin egen animationsstudio i hemstaden Milano.
Hans första långfilm var västernparodin West and Soda från 1965. Filmen var den första italienska animerade långfilmen på 16 år.

### Signor Rossi
Bruno Bozzettos mest kända skapelse är filmerna om den lille otursförföljde mannen Signor Rossi. Filmfiguren är en liten man som på dagarna kan ses lägga i sardiner i plåtaskar vid sitt löpande band och efter arbetet drömmer om ett annat liv (som vi som filmtittare ofta får uppleva tillsammans med hans inre).
Signor Rossi debuterade 1960, i kortfilmen Un Oscar per il signor Rossi ('En Oscar för signor Rossi'). Därefter följde ytterligare sex stycken kortfilmer fram till 1974. I mitten av 1970-talet producerades tre animerade långfilmer med Signor Rossi. 1975 gjordes också elva tvåminuters filmer, där signor Rossi försöker sig på olika idrotter med oväntat resultat.
Signor Rossi är i filmerna en ensam man, ända tills han möter sin grannes talande hund Gastone.

### Övriga produktioner
År 1976 fick Bozzetto ett stort konstnärligt erkännande med långfilmen Det våras med musik, som i grunden är en parodi på Disneys Fantasia men också står på egna ben. Filmen består av animation iscensatt till musik av Claude Debussy, Antonín Dvořák, Maurice Ravel, Jean Sibelius, Antonio Vivaldi och Igor Stravinskij.
Senare producerade Bozzetto även ett antal populärvetenskapliga spelfilmer, inklusive 1987 års Sotto il ristorante cinese ('Under en kinesrestaurang'). Året efter kom den fåordiga och mystiska Mister Tao, som vann en Guldbjörn vid Berlins filmfestival.

## Stil och mottagande

### Bozzettos stil
Bozzettos filmer utmärks av en varmhjärtad satir, och dessutom visar de fram skaparens blick för människans svagheter. Detta är särskilt märkbart i filmerna om Signor Rossi, som framstår som en symbol för den lilla vardagsmänniskan.
Bozzettos humor har rötterna i amerikansk komedi. Denna kombineras med ett mer behärskat tempo och en tendens att blanda in drömlika inslag och ett sinne för moralfrågor. Centralt för hans verk är neuroserna hos ett samhälle som baserats på konsumism och maskiner. Bozzetto behåller alltid en behärskad ton, vilket gör hans berättande full av ironier och en sorts mild klarsynt pessimism över Människan.

### Utmärkelser
År 1990 vann Bozzetto Guldbjörnen för bästa kortfilm för filmen Mister Tao, och året därpå blev han nominerad till en Oscar för Bästa animerade kortfilm för Cavallette. Därutöver har han genom åren vunnit ett stort antal priser vid olika filmfestivaler. Nedan listas några från senare år:
- 1998 – Pris för samlat verk ("enastående och universellt bidrag till utvecklingen av animationskonsten"), vid 13:e upplagan av Animafest Zagreb
- 2000 – Juryns specialpris, vid Zagrebs filmfestival ("för originell observation av mänskliga särdrag").
- 2001 – Juryns specialpris ("Europa och Italien"), vid 2:a upplagan av Teherans internationella animationsfestival.
- 2003 – Premio delle mura (pris för samlat verk), vid Bergamos internationella filmfestival.

## Filmografi (urval)
Långfilmer
- West and Soda (1965)
- Vip, mio fratello superuomo (1968)
- Il signor Rossi cerca la felicità (1975)
- Det våras med musik (Allegro non troppo) (1976)
- I sogni del signor Rossi (1977)
- Le vacanze del signor Rossi (1978)
- Sotto il ristorante cinese (1987)

Kortfilmer
- Tapum! La storia delle armi (1958)
- Un Oscar per il signor Rossi (1960)
- Badhytten (La cabina) (1977)
- Baeus (1987)
- Mister Tao (1988)
- Cavallette (1990)
- Europa & Italia (1999)
- Yes & No (2000)

Källor: 

## Källhänvisningar
Den här artikeln är helt eller delvis baserad på material från engelskspråkiga Wikipedia, Bruno Bozzetto, 9 juni 2014.
Den här artikeln är helt eller delvis baserad på material från engelskspråkiga Wikipedia, Mr. Rossi, 8 juni 2014.
1. ↑  ”Bruno Bozzetto”. Svensk Filmdatabas. Svenska Filminstitutet. http://www.sfi.se/sv/svensk-filmdatabas/Item/?type=PERSON&itemid=98266. Läst 13 maj 2013.
2. 1 2  Bendazzi 1994, sid 294
3. ↑  Silvia Pingitore (23 maj 2022). ”Interview with Academy Award nominee for Best Animated Short Film movie director Bruno Bozzetto” (på brittisk engelska). the-shortlisted.co.uk. https://the-shortlisted.co.uk/bruno-bozzetto-interview-english/. Läst 5 juni 2022.
4. ↑  ”Bruno Bozzetto: Biografia” (på italienska). MyMovies.it. http://www.mymovies.it/biografia/?r=708. Läst 12 maj 2013.
5. 1 2  Bendazzi 1994, sid 295
6. ↑  "Bruno Bozzetto". NE.se. Läst 29 juni 2014.
7. ↑  ”Preise & Auszeichnungen 1990” (på tyska). berlinale.de. Filmfestivalen i Berlin. Arkiverad från originalet den 16 maj 2013. https://web.archive.org/web/20130516060255/http://www.berlinale.de/de/archiv/jahresarchive/1990/03_preistr_ger_1990/03_Preistraeger_1990.html. Läst 12 maj 2013.
8. ↑  ”The 63rd Academy Awards (1991) Nominees and Winners” (på engelska). oscars.org. Arkiverad från originalet den 6 juli 2011. https://web.archive.org/web/20110706095756/http://www.oscars.org/awards/academyawards/legacy/ceremony/63rd-winners.html. Läst 12 maj 2013.
9. ↑  "Filmography". Arkiverad 4 februari 2015 hämtat från the Wayback Machine. Brunobozzetto.com. Läst 29 juni 2014. (engelska)
10. ↑  "Bruno Bozzetto". IMDBPro. (engelska)

- Bendazzi, Giannalberto (1994): Cartoons – One hundred years of cinema animation, kapitel 19. Indiana University Press. ISBN 0-253-20937-4. (engelska)